# 补贴时期

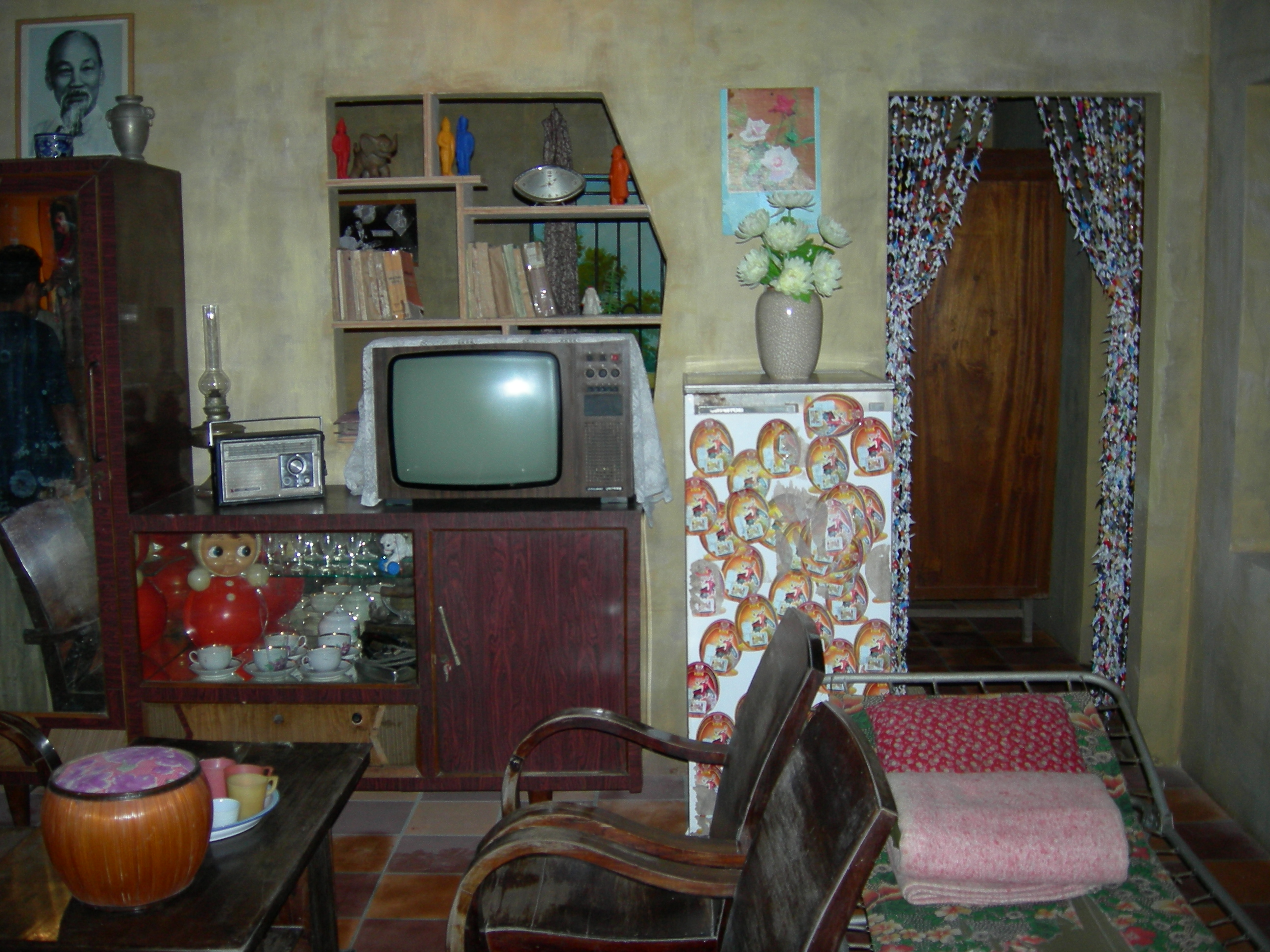
越南民族学博物馆的重建模型，房间里有补贴时期的典型物品

补贴时期（越南语：／），越南语经济术语，广义上是指大多数经济活动成本是由国家来承担的时期，该时期是在计划经济体制之下进行，当时属于苏联集团国家的经济特征。相应地，私营经济被淘汰，为集体经济和国营经济让路。
虽然1975年以前的越南民主共和国时期就存在计划经济，但补贴时期常被用来指代1975年初至1976年期间越南全国的经济活动。美国《新闻周刊》称该时期为“一次灾难性的集体化试验”。